# Cynoglossus itinus
Cynoglossus itinus és un peix teleosti de la família dels cinoglòssids i de l'ordre dels pleuronectiformes que es troba des de les costes del Japó fins a la Mar de la Xina Meridional.